# Caherconlish
Caherconlish (Cathair Chinn Lis en irlandés) es una localidad en el Condado de Limerick en la República de Irlanda. Tiene 1.279 habitantes (CSO 2011).